# Danh sách cầu thủ tham dự Giải bóng đá vô địch quốc gia 2022
Dưới đây là đội hình tham dự của các câu lạc bộ tại Giải bóng đá Vô địch quốc gia 2022, dự kiến diễn ra từ 19 tháng 02 năm 2022 đến 12 tháng 11 năm 2022.

## Becamex Bình Dương
Ghi chú: Quốc kỳ chỉ đội tuyển quốc gia được xác định rõ trong điều lệ tư cách FIFA. Các cầu thủ có thể giữ hơn một quốc tịch ngoài FIFA.
| Số | VT | Quốc gia | Cầu thủ                |
| -- | -- | -------- | ---------------------- |
| 1  | TM | Việt Nam | Nguyễn Sơn Hải         |
| 2  | HV | Việt Nam | Nguyễn Hùng Thiện Đức  |
| 3  | HV | Việt Nam | Nguyễn Thanh Thảo      |
| 4  | HV | Sénégal  | Olivier                |
| 5  | HV | Việt Nam | Uông Ngọc Tiến         |
| 6  | HV | Việt Nam | Nguyễn Trọng Huy       |
| 7  | HV | Việt Nam | Nguyễn Thanh Long      |
| 8  | HV | Việt Nam | Nguyễn Anh Tài         |
| 9  | TĐ | Việt Nam | Đoàn Tuấn Cảnh         |
| 10 | TĐ | Brasil   | Eydison Teofilo Soares |
| 11 | TĐ | Việt Nam | Bùi Vĩ Hào             |
| 12 | TĐ | Việt Nam | Trần Duy Khánh         |
| 13 | TM | Việt Nam | Nguyễn Huỳnh Văn Bin   |
| 14 | TĐ | Việt Nam | Trần Hoàng Phương      |
| 15 | HV | Việt Nam | Trương Dũ Đạt          |
| 16 | TĐ | Việt Nam | Nguyễn Trần Việt Cường |

| Số | VT | Quốc gia | Cầu thủ                    |
| -- | -- | -------- | -------------------------- |
| 17 | TV | Việt Nam | Tống Anh Tỷ                |
| 18 | TĐ | Việt Nam | Hồ Sỹ Giáp                 |
| 19 | TV | Việt Nam | Lưu Tự Nhân                |
| 20 | HV | Việt Nam | Đoàn Văn Quý               |
| 22 | TĐ | Việt Nam | Nguyễn Tiến Linh (đội phó) |
| 23 | TĐ | Việt Nam | Hà Trung Hậu               |
| 24 | TV | Việt Nam | Trần Hoàng Bảo             |
| 25 | TM | Việt Nam | Trần Đức Cường             |
| 26 | TV | Việt Nam | Lê Vũ Quốc Nhân            |
| 27 | HV | Việt Nam | Nguyễn Trung Tín           |
| 28 | TV | Việt Nam | Tô Văn Vũ                  |
| 29 | TV | Việt Nam | Vũ Hoàng Minh Khoa         |
| 30 | TM | Việt Nam | Lại Tuấn Vũ                |
| 31 | HV | Việt Nam | Nguyễn Thành Kiên          |
| 33 | HV | Việt Nam | Lê Văn Đại                 |
| 34 | TV | Việt Nam | Nguyễn Đoàn Trung Nhân     |
| 37 | TĐ | Brasil   | Wellington Adão            |
| 46 | TM | Việt Nam | Phan Minh Thành            |
| 77 | TĐ | Việt Nam | Huỳnh Kesley Alves         |

## Hà Nội
Ghi chú: Quốc kỳ chỉ đội tuyển quốc gia được xác định rõ trong điều lệ tư cách FIFA. Các cầu thủ có thể giữ hơn một quốc tịch ngoài FIFA.
| Số | VT | Quốc gia | Cầu thủ                            |
| -- | -- | -------- | ---------------------------------- |
| 1  | TM | Việt Nam | Bùi Tấn Trường                     |
| 3  | HV | Việt Nam | Huỳnh Tấn Sinh (Mượn từ Quảng Nam) |
| 5  | HV | Việt Nam | Đoàn Văn Hậu                       |
| 6  | TV | Việt Nam | Vũ Minh Tuấn                       |
| 7  | TV | Brasil   | Lucão                              |
| 8  | TV | Việt Nam | Đậu Văn Toàn                       |
| 9  | TĐ | Việt Nam | Phạm Tuấn Hải                      |
| 10 | TĐ | Việt Nam | Nguyễn Văn Quyết (Đội trưởng)      |
| 11 | TV | Việt Nam | Phạm Thành Lương (Đội phó)         |
| 13 | HV | Việt Nam | Trần Văn Kiên                      |
| 14 | TV | Việt Nam | Nguyễn Hai Long                    |
| 15 | TV | Việt Nam | Phạm Đức Huy                       |
| 16 | HV | Việt Nam | Nguyễn Thành Chung                 |
| 17 | HV | Việt Nam | Đặng Văn Tới                       |
| 18 | TM | Việt Nam | Nguyễn Văn Công                    |
| 19 | TV | Việt Nam | Nguyễn Quang Hải                   |
| 20 | HV | Việt Nam | Bùi Hoàng Việt Anh                 |
| 23 | TV | Serbia   | Tonći Mujan                        |

| Số | VT | Quốc gia | Cầu thủ                |
| -- | -- | -------- | ---------------------- |
| 25 | TĐ | Việt Nam | Lê Xuân Tú             |
| 26 | TV | Việt Nam | Nguyễn Tuấn Anh        |
| 27 | HV | Việt Nam | Vũ Tiến Long           |
| 28 | HV | Việt Nam | Đỗ Duy Mạnh            |
| 29 | TV | Việt Nam | Ngô Đức Hoàng          |
| 31 | TM | Việt Nam | Nguyễn Bá Minh Hiếu    |
| 37 | TM | Việt Nam | Quan Văn Chuẩn         |
| 45 | HV | Việt Nam | Lê Văn Xuân            |
| 52 | HV | Việt Nam | Nguyễn Văn Vĩ          |
| 65 | TV | Việt Nam | Trần Văn Đạt           |
| 66 | HV | Việt Nam | Nguyễn Văn Dũng        |
| 74 | TV | Việt Nam | Trương Văn Thái Quý    |
| 88 | TV | Việt Nam | Đỗ Hùng Dũng (Đội phó) |
| 89 | TĐ | Việt Nam | Nguyễn Văn Tùng        |
| 99 | TV | Serbia   | Siladi Vladimir        |

## Hải Phòng
Ghi chú: Quốc kỳ chỉ đội tuyển quốc gia được xác định rõ trong điều lệ tư cách FIFA. Các cầu thủ có thể giữ hơn một quốc tịch ngoài FIFA.
| Số | VT | Quốc gia | Cầu thủ                                     |
| -- | -- | -------- | ------------------------------------------- |
| 1  | TM | Việt Nam | Nguyễn Đình Triệu                           |
| 2  | HV | Việt Nam | Nguyễn Anh Hùng                             |
| 3  | HV | Việt Nam | Nguyễn Trọng Hiếu                           |
| 4  | HV | Việt Nam | Nguyễn Cảnh Anh (Mượn từ Hoàng Anh Gia Lai) |
| 5  | HV | Việt Nam | Đào Duy Khánh                               |
| 6  | TV | Việt Nam | Martin Lo                                   |
| 7  | TĐ | Uganda   | Joseph Mpande                               |
| 8  | TV | Uganda   | Moses Oloya                                 |
| 9  | TĐ | Jamaica  | Rimario Gordon                              |
| 10 | TV | Việt Nam | Châu Ngọc Quang (Mượn từ Hoàng Anh Gia Lai) |
| 11 | HV | Việt Nam | Lê Trung Hiếu                               |
| 12 | HV | Việt Nam | Trịnh Hoa Hùng                              |
| 14 | TV | Việt Nam | Nguyễn Hải Huy                              |
| 15 | HV | Việt Nam | Đặng Văn Tới (Mượn từ Hà Nội)               |
| 16 | HV | Việt Nam | Bùi Tiến Dụng                               |
| 17 | HV | Việt Nam | Phạm Trung Hiếu                             |
| 18 | TĐ | Việt Nam | Vũ Minh Hiếu (Mượn từ Hoàng Anh Gia Lai)    |

| Số | VT | Quốc gia | Cầu thủ                                       |
| -- | -- | -------- | --------------------------------------------- |
| 19 | TV | Việt Nam | Lê Mạnh Dũng                                  |
| 20 | HV | Việt Nam | Vũ Ngọc Thịnh                                 |
| 21 | HV | Việt Nam | Nguyễn Hữu Phúc                               |
| 22 | TV | Việt Nam | Nguyễn Phú Nguyên                             |
| 23 | HV | Việt Nam | Nguyễn Kiên Quyết (Mượn từ Hoàng Anh Gia Lai) |
| 25 | TM | Việt Nam | Phạm Văn Luân                                 |
| 26 | TM | Việt Nam | Nguyễn Văn Toản                               |
| 28 | HV | Việt Nam | Hoàng Thái Bình (Mượn từ Đông Á Thanh Hóa)    |
| 29 | TV | Việt Nam | Nguyễn Văn Minh                               |
| 39 | TV | Việt Nam | Lê Sỹ Minh                                    |
| 45 | TV | Việt Nam | Nguyễn Thành Đồng                             |
| 86 | HV | Việt Nam | Dụng Quang Nho (Mượn từ Hoàng Anh Gia Lai)    |
| 91 | HV | Việt Nam | Phạm Hoài Dương                               |
| 97 | TV | Việt Nam | Triệu Việt Hưng (Mượn từ Hoàng Anh Gia Lai)   |

## Hoàng Anh Gia Lai
Ghi chú: Quốc kỳ chỉ đội tuyển quốc gia được xác định rõ trong điều lệ tư cách FIFA. Các cầu thủ có thể giữ hơn một quốc tịch ngoài FIFA.
| Số | VT | Quốc gia | Cầu thủ               |
| -- | -- | -------- | --------------------- |
| 1  | TM | Việt Nam | Dương Văn Lợi         |
| 2  | TV | Việt Nam | Lê Văn Sơn            |
| 5  | HV | Việt Nam | Trần Hữu Đông Triều   |
| 6  | TV | Việt Nam | Lương Xuân Trường     |
| 7  | HV | Việt Nam | Nguyễn Phong Hồng Duy |
| 8  | TV | Việt Nam | Trần Minh Vương       |
| 9  | TĐ | Việt Nam | Nguyễn Văn Toàn       |
| 10 | TĐ | Việt Nam | Nguyễn Công Phượng    |
| 11 | TV | Việt Nam | Nguyễn Tuấn Anh       |
| 12 | HV | Việt Nam | Tiêu Ê Xal            |
| 15 | HV | Việt Nam | Nguyễn Hữu Tuấn       |
| 17 | HV | Việt Nam | Vũ Văn Thanh          |
| 20 | TV | Việt Nam | Trần Bảo Toàn         |
| 21 | TV | Việt Nam | Lê Huy Kiệt           |
| 22 | TV | Việt Nam | Nguyễn Nhĩ Khang      |

| Số | VT | Quốc gia | Cầu thủ                   |
| -- | -- | -------- | ------------------------- |
| 23 | TV | Việt Nam | Nguyễn Thanh Nhân         |
| 24 | TV | Việt Nam | Nguyễn Đức Việt           |
| 25 | TM | Việt Nam | Trần Trung Kiên           |
| 26 | TM | Việt Nam | Huỳnh Tuấn Linh           |
| 27 | HV | Việt Nam | Nguyễn Văn Triệu          |
| 28 | HV | Việt Nam | Nguyễn Văn Việt           |
| 30 | TĐ | Brasil   | Washington Brandão        |
| 34 | TV | Việt Nam | Lê Hữu Phước              |
| 40 | HV | Hàn Quốc | Ahn Sea-hee               |
| 47 | TĐ | Việt Nam | Cao Hoàng Tú              |
| 60 | TV | Việt Nam | Võ Đình Lâm               |
| 66 | HV | Việt Nam | Lê Đức Lương              |
| 77 | TĐ | Việt Nam | Huỳnh Tiến Đạt            |
| 82 | TV | Việt Nam | A Hoàng                   |
| 92 | TĐ | Brasil   | Bruno Henrique            |
| 94 | HV | Brasil   | Mauricio Barbosa Teixeira |
| 99 | TM | Việt Nam | Lê Văn Trường             |

## Thành phố Hồ Chí Minh
Ghi chú: Quốc kỳ chỉ đội tuyển quốc gia được xác định rõ trong điều lệ tư cách FIFA. Các cầu thủ có thể giữ hơn một quốc tịch ngoài FIFA.
| Số | VT | Quốc gia | Cầu thủ                   |
| -- | -- | -------- | ------------------------- |
| 1  | TM | Việt Nam | Nguyễn Thanh Thắng        |
| 2  | HV | Việt Nam | Ngô Tùng Quốc             |
| 3  | HV | Việt Nam | Dương Văn Khoa            |
| 4  | HV | Việt Nam | Nguyễn Tăng Tiến          |
| 6  | TV | Việt Nam | Võ Ngọc Tỉnh              |
| 7  | HV | Việt Nam | Sầm Ngọc Đức (đội trưởng) |
| 8  | TV | Việt Nam | Trần Thanh Bình           |
| 9  | TV | Việt Nam | Ngô Hoàng Thịnh (đội phó) |
| 11 | TV | Việt Nam | Phạm Trùm Tỉnh            |
| 12 | HV | Việt Nam | Bùi Văn Đức               |
| 14 | TV | Việt Nam | Phù Trung Phong           |
| 16 | TV | Việt Nam | Võ Huy Toàn               |
| 17 | TV | Việt Nam | Lâm Ti Phông              |

| Số | VT | Quốc gia | Cầu thủ                               |
| -- | -- | -------- | ------------------------------------- |
| 18 | TV | Việt Nam | Chu Văn Kiên                          |
| 19 | TĐ | Việt Nam | Nguyễn Công Thành (Mượn từ Đồng Tháp) |
| 20 | HV | Việt Nam | Trần Đình Bảo                         |
| 21 | TV | Việt Nam | Đào Quốc Gia                          |
| 23 | HV | Việt Nam | Trần Đình Khương                      |
| 24 | TV | Việt Nam | Lee Nguyễn                            |
| 25 | TM | Việt Nam | Phạm Văn Cường                        |
| 26 | HV | Việt Nam | Thân Thành Tín                        |
| 27 | TV | Việt Nam | Nguyễn Đoàn Duy Anh                   |
| 28 | TM | Việt Nam | Bùi Tiến Dũng                         |
| 29 | TV | Việt Nam | Nguyễn Trọng Long                     |
| 30 | TĐ | Việt Nam | Hồ Tuấn Tài                           |
| 39 | TĐ | Việt Nam | Hoàng Vũ Samson                       |
| 43 | TĐ | Brasil   | Brendon Lucas                         |
| 50 | TĐ | Jamaica  | Atapharoy Bygrave                     |
| 62 | HV | Việt Nam | Phạm Hoàng Lâm                        |
| 92 | TĐ | Jamaica  | Daniel Green                          |

## Nam Định
Ghi chú: Quốc kỳ chỉ đội tuyển quốc gia được xác định rõ trong điều lệ tư cách FIFA. Các cầu thủ có thể giữ hơn một quốc tịch ngoài FIFA.
| Số | VT | Quốc gia | Cầu thủ               |
| -- | -- | -------- | --------------------- |
| 2  | HV | Việt Nam | Đinh Viết Tú          |
| 3  | HV | Việt Nam | Phạm Mạnh Hùng        |
| 5  | TV | Việt Nam | Trần Đăng Đức Anh     |
| 7  | HV | Việt Nam | Phạm Minh Nghĩa       |
| 8  | TV | Việt Nam | Nguyễn Đình Sơn       |
| 9  | TV | Việt Nam | Hoàng Xuân Tân        |
| 10 | TV | Việt Nam | Trần Mạnh Hùng        |
| 11 | TĐ | Brasil   | Rodrigo da Silva Dias |
| 12 | HV | Việt Nam | Đinh Văn Trường       |
| 16 | TV | Việt Nam | Nguyễn Đinh Mạnh      |
| 17 | HV | Việt Nam | Phan Thế Hưng         |
| 18 | TV | Việt Nam | Đoàn Thanh Trường     |
| 19 | TV | Việt Nam | Nguyễn Hữu Định       |
| 20 | TĐ | Brasil   | Andre Diego Fagan     |
| 22 | TM | Việt Nam | Hồ Văn Tú             |
| 23 | TV | Việt Nam | Phan Văn Hiếu         |

| Số | VT | Quốc gia | Cầu thủ           |
| -- | -- | -------- | ----------------- |
| 25 | TV | Việt Nam | Đoàn Văn Nam      |
| 27 | TĐ | Việt Nam | Trần Ngọc Sơn     |
| 28 | TM | Việt Nam | Lê Vũ Phong       |
| 30 | TV | Việt Nam | Vũ Thế Vương      |
| 34 | TV | Việt Nam | Phạm Văn Soạn     |
| 35 | HV | Việt Nam | Lê Tuấn Tú        |
| 38 | HV | Brasil   | Alisson Santana   |
| 39 | TV | Việt Nam | Trần Trung Hiếu   |
| 56 | TM | Việt Nam | Đinh Xuân Việt    |
| 65 | HV | Việt Nam | Steven Đặng       |
| 66 | TV | Việt Nam | Nguyễn Hạ Long    |
| 68 | TV | Việt Nam | Vũ Hoàng Trà      |
| 75 | TV | Việt Nam | Bùi Anh Đức       |
| 77 | TĐ | Việt Nam | Mai Xuân Quyết    |
| 78 | HV | Việt Nam | Vũ Quang Độ       |
| 80 | TĐ | Hoa Kỳ   | Victor Mansaray   |
| 82 | TM | Việt Nam | Trần Liêm Điều    |
| 94 | TĐ | Việt Nam | Đồng Văn Trung    |
| 99 | HV | Việt Nam | Nguyễn Ngọc Thắng |

## Topenland Bình Định
Ghi chú: Quốc kỳ chỉ đội tuyển quốc gia được xác định rõ trong điều lệ tư cách FIFA. Các cầu thủ có thể giữ hơn một quốc tịch ngoài FIFA.
| Số | VT | Quốc gia | Cầu thủ                |
| -- | -- | -------- | ---------------------- |
| 1  | TM | Việt Nam | Võ Doãn Thục Kha       |
| 2  | HV | Việt Nam | Nguyễn Tiến Duy        |
| 3  | HV | Việt Nam | Dương Thanh Hào        |
| 4  | HV | Việt Nam | Hồ Tấn Tài             |
| 5  | HV | Việt Nam | Vũ Hữu Quý             |
| 6  | HV | Việt Nam | Đỗ Thanh Thịnh         |
| 7  | TĐ | Việt Nam | Nguyễn Xuân Nam        |
| 8  | TĐ | Việt Nam | Mạc Hồng Quân          |
| 9  | TĐ | Brasil   | Rafaelson              |
| 10 | TĐ | Brasil   | Hendrio Araujo Dasilva |
| 11 | TV | Việt Nam | Lê Tiến Anh            |
| 12 | TĐ | Jamaica  | Jermie Dwayne Lynch    |
| 14 | TV | Việt Nam | Đỗ Văn Thuận           |
| 17 | HV | Việt Nam | Lê Ngọc Bảo            |
| 18 | TĐ | Việt Nam | Hà Đức Chinh           |
| 19 | HV | Việt Nam | Adriano Schmidt        |

| Số | VT | Quốc gia | Cầu thủ               |
| -- | -- | -------- | --------------------- |
| 20 | HV | Việt Nam | Nguyễn Huỳnh Hữu An   |
| 21 | HV | Việt Nam | Trần Đình Trọng       |
| 22 | HV | Việt Nam | Nguyễn Văn Trung      |
| 23 | TM | Việt Nam | Vũ Tuyên Quang        |
| 26 | TM | Việt Nam | Trần Đình Minh Hoàng  |
| 28 | TV | Việt Nam | Lý Công Hoàng Anh     |
| 29 | HV | Việt Nam | Phạm Văn Nam          |
| 30 | HV | Việt Nam | Vũ Viết Triều         |
| 31 | TV | Việt Nam | Phan Ngọc Tín         |
| 32 | HV | Việt Nam | Trần Văn Thái         |
| 33 | TĐ | Việt Nam | Đào Gia Việt          |
| 34 | TV | Việt Nam | Nguyễn Hải Chi Nguyện |
| 35 | TM | Việt Nam | Đặng Văn Lâm          |
| 36 | TV | Việt Nam | Nguyễn Phú Nhã        |
| 77 | TV | Việt Nam | Nghiêm Xuân Tú        |
| 88 | TĐ | Việt Nam | Phạm Văn Thành        |
| 91 | TĐ | Việt Nam | Lê Thanh Bình         |
| 98 | TV | Việt Nam | Đặng Văn Trâm         |

## Sài Gòn
Ghi chú: Quốc kỳ chỉ đội tuyển quốc gia được xác định rõ trong điều lệ tư cách FIFA. Các cầu thủ có thể giữ hơn một quốc tịch ngoài FIFA.
| Số | VT | Quốc gia | Cầu thủ               |
| -- | -- | -------- | --------------------- |
| 1  | TM | Việt Nam | Trần Minh Toàn        |
| 2  | HV | Việt Nam | Trần Gia Nam          |
| 3  | HV | Việt Nam | Nguyễn Nam Anh        |
| 4  | HV | Việt Nam | Lê Cao Hoài An        |
| 6  | TV | Việt Nam | Lê Vương Minh Nhất    |
| 7  | TV | Việt Nam | Nguyễn Hoàng Quốc Chí |
| 8  | TV | Việt Nam | Nguyễn Minh Trung     |
| 11 | TĐ | Việt Nam | Nguyễn Việt Phong     |
| 13 | TM | Việt Nam | Nguyễn Hoài Anh       |
| 14 | TV | Việt Nam | Nguyễn Văn Đạt        |
| 15 | HV | Việt Nam | Dương Văn Trung       |
| 16 | HV | Việt Nam | Đoàn Anh Việt         |
| 17 | TV | Việt Nam | Lâm Thuận             |
| 18 | HV | Việt Nam | Trần Mạnh Cường       |
| 19 | TĐ | Việt Nam | Đỗ Merlo              |

| Số | VT | Quốc gia | Cầu thủ                    |
| -- | -- | -------- | -------------------------- |
| 20 | HV | Việt Nam | Nguyễn Thanh Thụ           |
| 21 | TV | Úc       | Nicholas Olsen             |
| 22 | TV | Việt Nam | Nguyễn Quốc Long           |
| 23 | TV | Việt Nam | Cao Văn Triền (Đội trưởng) |
| 24 | HV | Việt Nam | Phạm Quốc Tuấn             |
| 25 | TĐ | Việt Nam | Nguyễn Ngọc Hậu            |
| 26 | TV | Việt Nam | Nguyễn Anh Tuấn            |
| 27 | TV | Việt Nam | Bùi Xuân Quý               |
| 28 | TĐ | Việt Nam | Hoàng Minh Tuấn            |
| 35 | TM | Việt Nam | Nguyễn Hoàng Minh Duy      |
| 36 | TM | Việt Nam | Phạm Văn Phong             |
| 38 | HV | Việt Nam | Phạm Công Hiển             |
| 71 | HV | Việt Nam | Nguyễn Công Thành          |
| 73 | TV | Việt Nam | Nguyễn Hồng Sơn            |
| 77 | TV | Việt Nam | Nguyễn Hữu Sơn             |
| 86 | TV | Việt Nam | Liễu Quang Vinh            |
| 95 | TV | Pháp     | Rodrigue Nanitelamio       |
| 99 | TĐ | Brasil   | Matheus                    |

## Hồng Lĩnh Hà Tĩnh
Ghi chú: Quốc kỳ chỉ đội tuyển quốc gia được xác định rõ trong điều lệ tư cách FIFA. Các cầu thủ có thể giữ hơn một quốc tịch ngoài FIFA.
| Số | VT | Quốc gia | Cầu thủ                       |
| -- | -- | -------- | ----------------------------- |
| 2  | HV | Việt Nam | Hoàng Ngọc Hào (Đội phó 2)    |
| 3  | TĐ | Việt Nam | Trần Đức Nam                  |
| 4  | HV | Brasil   | Janclesio                     |
| 6  | TV | Việt Nam | Ngô Xuân Toàn                 |
| 7  | TV | Việt Nam | Đinh Thanh Trung (Đội trưởng) |
| 8  | TV | Việt Nam | Trần Phi Hà                   |
| 9  | TĐ | Brasil   | Paollo                        |
| 10 | TV | Việt Nam | Trần Phi Sơn (Đội phó 1)      |
| 11 | TV | Việt Nam | Nguyễn Văn Hiệp               |
| 14 | TV | Việt Nam | Đào Nhật Minh                 |
| 15 | HV | Việt Nam | Trương Trọng Sáng             |
| 16 | TV | Việt Nam | Phạm Văn Long                 |
| 17 | HV | Việt Nam | Đào Văn Nam                   |

| Số | VT | Quốc gia | Cầu thủ                             |
| -- | -- | -------- | ----------------------------------- |
| 18 | HV | Việt Nam | Trịnh Đức Lợi                       |
| 19 | TV | Việt Nam | Nguyễn Văn Đức                      |
| 20 | HV | Việt Nam | Nguyễn Xuân Hùng                    |
| 21 | HV | Việt Nam | Nguyễn Văn Huy                      |
| 23 | TM | Việt Nam | Phan Đình Vũ Hải                    |
| 24 | TM | Việt Nam | Dương Tùng Lâm                      |
| 25 | TM | Việt Nam | Dương Quang Tuấn                    |
| 27 | TV | Việt Nam | Giang Trần Quách Tân                |
| 28 | TV | Việt Nam | Nguyễn Sỹ Nam (Mượn từ SHB Đà Nẵng) |
| 29 | TĐ | Việt Nam | Đinh Văn Hùng                       |
| 37 | TV | Việt Nam | Trần Văn Công                       |
| 77 | TV | Việt Nam | Nguyễn Trọng Đại                    |
| 88 | TV | Việt Nam | Nguyễn Trung Học                    |
| 92 | TV | Brasil   | Dionatan Machado                    |
| 97 | HV | Việt Nam | Nguyễn Văn Hạnh                     |

## SHB Đà Nẵng
Ghi chú: Quốc kỳ chỉ đội tuyển quốc gia được xác định rõ trong điều lệ tư cách FIFA. Các cầu thủ có thể giữ hơn một quốc tịch ngoài FIFA.
| Số | VT | Quốc gia | Cầu thủ                     |
| -- | -- | -------- | --------------------------- |
| 1  | TM | Việt Nam | Phan Văn Biểu               |
| 2  | HV | Việt Nam | Nguyễn Sỹ Nam               |
| 5  | TV | Việt Nam | Võ Hoàng Quảng              |
| 6  | TV | Việt Nam | Đặng Anh Tuấn (đội phó)     |
| 7  | TV | Việt Nam | A Mít                       |
| 8  | TV | Việt Nam | Võ Ngọc Toàn                |
| 11 | TV | Việt Nam | Phan Văn Long               |
| 12 | TV | Việt Nam | Hoàng Minh Tâm (đội trưởng) |
| 13 | TM | Việt Nam | Nguyễn Thanh Bình           |
| 15 | TV | Việt Nam | Phạm Văn Hữu                |
| 17 | HV | Việt Nam | Đặng Tuấn Nghĩa             |
| 18 | TĐ | Việt Nam | Phạm Đình Duy               |
| 19 | HV | Việt Nam | Liễu Quang Vinh             |
| 20 | HV | Việt Nam | Lương Duy Cương             |
| 21 | TV | Việt Nam | Nguyễn Phi Hoàng            |

| Số | VT | Quốc gia | Cầu thủ           |
| -- | -- | -------- | ----------------- |
| 22 | HV | Việt Nam | Nguyễn Công Nhật  |
| 23 | TV | Việt Nam | Nguyễn Viết Thắng |
| 24 | TV | Việt Nam | Nguyễn Trọng Nam  |
| 25 | TĐ | Việt Nam | Đỗ Hữu Minh Nam   |
| 26 | TM | Việt Nam | Nguyễn Tuấn Mạnh  |
| 28 | TV | Brasil   | Claudir           |
| 29 | TV | Việt Nam | Nguyễn Huy Hùng   |
| 37 | HV | Việt Nam | Nguyễn Văn Ngọ    |
| 39 | HV | Việt Nam | Phan Đức Lễ       |
| 43 | TV | Việt Nam | Phạm Nguyễn Sa    |
| 54 | TV | Việt Nam | Nguyễn Tài Lộc    |
| 67 | TV | Việt Nam | Lâm Quí           |
| 73 | TV | Việt Nam | Bùi Quang Huy     |
| 77 | TV | Việt Nam | Võ Minh Đan       |
| 79 | TV | Việt Nam | Trần Thanh Tài    |
| 91 | HV | Brasil   | Walisson Maia     |
| 92 | TĐ | Brasil   | Erick Luis        |
| 97 | HV | Việt Nam | Lâm Anh Quang     |
| 99 | HV | Việt Nam | Phùng Lê Cao Sơn  |

## Sông Lam Nghệ An
Ghi chú: Quốc kỳ chỉ đội tuyển quốc gia được xác định rõ trong điều lệ tư cách FIFA. Các cầu thủ có thể giữ hơn một quốc tịch ngoài FIFA.
| Số | VT | Quốc gia | Cầu thủ            |
| -- | -- | -------- | ------------------ |
| 1  | TM | Việt Nam | Nguyễn Văn Việt    |
| 2  | HV | Việt Nam | Phạm Thế Nhật      |
| 3  | HV | Việt Nam | Quế Ngọc Hải       |
| 4  | TV | Việt Nam | Bùi Đình Châu      |
| 5  | HV | Việt Nam | Hoàng Văn Khánh    |
| 6  | TV | Việt Nam | Hồ Sỹ Sâm          |
| 7  | TV | Việt Nam | Phạm Xuân Mạnh     |
| 8  | TĐ | Việt Nam | Hồ Phúc Tịnh       |
| 9  | TV | Việt Nam | Nguyễn Trọng Hoàng |
| 10 | TĐ | Nigeria  | Michael Olaha      |
| 14 | TĐ | Việt Nam | Nguyễn Văn Việt    |
| 15 | TV | Việt Nam | Trần Đình Tiến     |
| 16 | HV | Việt Nam | Trần Đình Đồng     |
| 17 | HV | Việt Nam | Trần Nam Hải       |
| 18 | TM | Việt Nam | Nguyễn Văn Hoàng   |

| Số | VT | Quốc gia    | Cầu thủ          |
| -- | -- | ----------- | ---------------- |
| 19 | HV | Việt Nam    | Trường An        |
| 20 | TĐ | Việt Nam    | Phan Văn Đức     |
| 21 | TĐ | Việt Nam    | Phan Xuân Đại    |
| 24 | HV | Việt Nam    | Hồ Khắc Cường    |
| 25 | TM | Việt Nam    | Trần Văn Tiến    |
| 26 | TV | Việt Nam    | Trần Mạnh Quỳnh  |
| 27 | TV | Việt Nam    | Nguyễn Xuân Bình |
| 28 | TM | Việt Nam    | Lê Văn Hùng      |
| 29 | TV | Việt Nam    | Nguyễn Văn Bách  |
| 30 | HV | Việt Nam    | Hồ Văn Cường     |
| 37 | TV | Việt Nam    | Đặng Văn Lắm     |
| 66 | HV | Việt Nam    | Trần Đình Hoàng  |
| 68 | TV | Tây Ban Nha | Mario Arques     |
| 79 | HV | Việt Nam    | Mai Sỹ Hoàng     |
| 86 | TV | Việt Nam    | Thái Bá Sang     |
| 91 | TĐ | Nigeria     | Ganiyu Oseni     |

## Đông Á Thanh Hóa
Ghi chú: Quốc kỳ chỉ đội tuyển quốc gia được xác định rõ trong điều lệ tư cách FIFA. Các cầu thủ có thể giữ hơn một quốc tịch ngoài FIFA.
| Số | VT | Quốc gia | Cầu thủ                   |
| -- | -- | -------- | ------------------------- |
| 1  | TM | Việt Nam | Lương Bá Sơn              |
| 2  | TĐ | Việt Nam | Hoàng Đình Tùng (đội phó) |
| 3  | HV | Việt Nam | Vũ Xuân Cường             |
| 4  | HV | Việt Nam | Đàm Tiến Dũng             |
| 5  | HV | Việt Nam | Nguyễn Minh Tùng          |
| 7  | TV | Việt Nam | Nguyễn Hữu Dũng           |
| 8  | TV | Brasil   | Jose Pinto                |
| 9  | TV | Việt Nam | Lê Xuân Hùng              |
| 10 | TV | Việt Nam | Lê Văn Thắng (đội phó)    |
| 11 | TV | Việt Nam | Lê Phạm Thành Long        |
| 12 | TV | Việt Nam | Nguyễn Thái Sơn           |
| 14 | TV | Việt Nam | Nguyễn Ngọc Mỹ            |
| 15 | HV | Việt Nam | Trịnh Văn Lợi             |
| 16 | HV | Việt Nam | Đinh Tiến Thành           |
| 17 | HV | Việt Nam | Trịnh Đình Hùng           |

| Số | VT | Quốc gia | Cầu thủ           |
| -- | -- | -------- | ----------------- |
| 18 | TV | Việt Nam | Nguyễn Văn Tiếp   |
| 20 | TĐ | Việt Nam | Nguyễn Trọng Hùng |
| 21 | HV | Việt Nam | Nguyễn Đình Huyên |
| 22 | TĐ | Việt Nam | Nguyễn Văn Vinh   |
| 23 | TM | Việt Nam | Trịnh Xuân Hoàng  |
| 25 | TM | Việt Nam | Nguyễn Thanh Diệp |
| 26 | TM | Việt Nam | Trần Bửu Ngọc     |
| 27 | TV | Việt Nam | A Mít             |
| 29 | TV | Việt Nam | Đoàn Ngọc Hà      |
| 30 | TV | Việt Nam | Đỗ Văn Đạt        |
| 31 | TV | Việt Nam | Lê Văn Cường      |
| 32 | TV | Việt Nam | Lê Ngọc Nam       |
| 34 | TV | Việt Nam | Doãn Ngọc Tân     |
| 35 | TV | Việt Nam | Nguyễn Văn Dũng   |
| 89 | HV | Việt Nam | Lục Xuân Hưng     |
| 90 | HV | Việt Nam | Nguyễn Đức Tùng   |
| 93 | TĐ | Việt Nam | Paulo Henrique    |
| 95 | HV | Brasil   | Gustavo Sant'Ana  |
| 98 | HV | Việt Nam | Nguyễn Hữu Lâm    |
| 99 | TĐ | Brasil   | Gustavo Balotelli |

## Viettel
Ghi chú: Quốc kỳ chỉ đội tuyển quốc gia được xác định rõ trong điều lệ tư cách FIFA. Các cầu thủ có thể giữ hơn một quốc tịch ngoài FIFA.
| Số | VT | Quốc gia   | Cầu thủ                    |
| -- | -- | ---------- | -------------------------- |
| 1  | TM | Việt Nam   | Ngô Xuân Sơn               |
| 2  | HV | Việt Nam   | Phan Tuấn Tài              |
| 3  | HV | Việt Nam   | Nguyễn Thanh Bình          |
| 4  | HV | Việt Nam   | Bùi Tiến Dũng (Đội trưởng) |
| 5  | HV | Việt Nam   | Trương Văn Thiết           |
| 6  | TV | Việt Nam   | Đinh Tuấn Tài              |
| 7  | TĐ | Brasil     | Caíque Venâncio Lemes      |
| 8  | TV | Việt Nam   | Nguyễn Hữu Thắng           |
| 9  | TV | Việt Nam   | Trần Ngọc Sơn              |
| 10 | TĐ | Brasil     | Pedro Paulo                |
| 11 | TV | Uzbekistan | Jaha                       |
| 12 | TV | Việt Nam   | Hồ Khắc Ngọc               |
| 13 | TM | Việt Nam   | Đoàn Huy Hoàng             |
| 14 | TV | Việt Nam   | Bùi Quang Khải             |
| 15 | HV | Việt Nam   | Nguyễn Xuân Kiên           |

| Số | VT | Quốc gia | Cầu thủ               |
| -- | -- | -------- | --------------------- |
| 17 | TV | Việt Nam | Nguyễn Đức Hoàng Minh |
| 18 | TĐ | Việt Nam | Trần Hoàng Sơn        |
| 19 | TĐ | Việt Nam | Trần Danh Trung       |
| 20 | HV | Việt Nam | Cao Trần Hoàng Hùng   |
| 21 | TV | Việt Nam | Nguyễn Đức Chiến      |
| 22 | TĐ | Việt Nam | Nguyễn Sỹ Chiến       |
| 25 | TM | Việt Nam | Quàng Thế Tài         |
| 26 | TM | Việt Nam | Trần Nguyên Mạnh      |
| 28 | TV | Việt Nam | Nguyễn Hoàng Đức      |
| 29 | HV | Việt Nam | Trương Tiến Anh       |
| 30 | TV | Việt Nam | Khuất Văn Khang       |
| 33 | TĐ | Việt Nam | Dương Văn Hào         |
| 88 | TV | Việt Nam | Bùi Duy Thường        |
| 94 | TĐ | Brasil   | Geovane Magno         |
| 99 | TĐ | Việt Nam | Nhâm Mạnh Dũng        |

## Ngoại binh
Tính đến 17 tháng 8 năm 2022
| Liên đoàn | Cầu thủ | Quốc gia                                                           |
| --------- | ------- | ------------------------------------------------------------------ |
| CONMEBOL  | 22      | Brasil (22)                                                        |
| CONCACAF  | 6       | Jamaica (5), Hoa Kỳ (1)                                            |
| CAF       | 6       | Nigeria (2), Uganda (2), Sénégal (1), Zimbabwe (1)                 |
| UEFA      | 5       | Croatia (1), Pháp (1), Bồ Đào Nha (1), Tây Ban Nha (1), Serbia (1) |
| AFC       | 3       | Úc (1), Hàn Quốc (1), Uzbekistan (1)                               |

Danh sách này không tính các cầu thủ nhập tịch